# Toshiya Sugiuchi
Toshiya Sugiuchi (杉内俊哉?, Sugiuchi Toshiya; Ōnojō, 30 ottobre 1980) è un giocatore di baseball giapponese.
Con la nazionale di baseball del Giappone ha vinto il World Baseball Classic 2009. Ha partecipato anche al World Baseball Classic 2013.

## Palmarès

### Nazionale
- World Baseball Classic: 2 Medaglie d'Oro

Team: Giappone: 2006, 2009

## Statistiche
| Stagione             | Squadra                                    | G   | GS  | CG | SHO | W   | L  | SV | HLD | PCT  | BF   | IP     | H    | HR  | BB  | IBB | HB | SO   | WP | BK | R   | ER  | ERA  | WHIP |
| -------------------- | ------------------------------------------ | --- | --- | -- | --- | --- | -- | -- | --- | ---- | ---- | ------ | ---- | --- | --- | --- | -- | ---- | -- | -- | --- | --- | ---- | ---- |
| 2002                 | Fukuoka Daiei Hawks/Fukuoka SoftBank Hawks | 11  | 9   | 0  | 0   | 2   | 2  | 0  | --  | .500 | 204  | 44.0   | 48   | 5   | 23  | 3   | 4  | 46   | 1  | 0  | 29  | 29  | 5.93 | 1.61 |
| 2003                 | Fukuoka Daiei Hawks/Fukuoka SoftBank Hawks | 27  | 24  | 3  | 2   | 10  | 8  | 0  | --  | .556 | 675  | 162.2  | 148  | 13  | 55  | 1   | 3  | 169  | 4  | 0  | 64  | 61  | 3.38 | 1.25 |
| 2004                 | Fukuoka Daiei Hawks/Fukuoka SoftBank Hawks | 10  | 9   | 0  | 0   | 2   | 3  | 0  | --  | .400 | 216  | 45.2   | 56   | 8   | 27  | 1   | 2  | 51   | 2  | 0  | 36  | 35  | 6.90 | 1.82 |
| 2005                 | Fukuoka Daiei Hawks/Fukuoka SoftBank Hawks | 26  | 26  | 8  | 2   | 18  | 4  | 0  | 0   | .818 | 765  | 196.2  | 150  | 14  | 43  | 1   | 0  | 218  | 0  | 0  | 51  | 46  | 2.11 | 0.98 |
| 2006                 | Fukuoka Daiei Hawks/Fukuoka SoftBank Hawks | 22  | 21  | 0  | 0   | 7   | 5  | 0  | 0   | .583 | 558  | 132.2  | 130  | 15  | 44  | 2   | 5  | 114  | 2  | 0  | 57  | 52  | 3.53 | 1.31 |
| 2007                 | Fukuoka Daiei Hawks/Fukuoka SoftBank Hawks | 28  | 28  | 5  | 3   | 15  | 6  | 0  | 0   | .714 | 793  | 197.2  | 166  | 12  | 46  | 1   | 5  | 187  | 1  | 0  | 58  | 54  | 2.46 | 1.07 |
| 2008                 | Fukuoka Daiei Hawks/Fukuoka SoftBank Hawks | 25  | 25  | 8  | 1   | 10  | 8  | 0  | 0   | .556 | 776  | 196.0  | 162  | 15  | 36  | 1   | 2  | 213  | 3  | 0  | 63  | 58  | 2.66 | 1.01 |
| 2009                 | Fukuoka Daiei Hawks/Fukuoka SoftBank Hawks | 26  | 26  | 6  | 1   | 15  | 5  | 0  | 0   | .750 | 764  | 191.0  | 145  | 14  | 63  | 1   | 4  | 204  | 7  | 0  | 59  | 50  | 2.36 | 1.09 |
| 2010                 | Fukuoka Daiei Hawks/Fukuoka SoftBank Hawks | 27  | 27  | 5  | 5   | 16  | 7  | 0  | 0   | .696 | 779  | 182.2  | 169  | 12  | 60  | 1   | 8  | 218  | 10 | 0  | 75  | 72  | 3.55 | 1.25 |
| 2011                 | Fukuoka Daiei Hawks/Fukuoka SoftBank Hawks | 23  | 23  | 7  | 3   | 8   | 7  | 0  | 0   | .533 | 676  | 171.1  | 122  | 8   | 49  | 1   | 8  | 177  | 5  | 0  | 40  | 37  | 1.94 | 1.00 |
| 2012                 | Yomiuri Giants                             | 24  | 24  | 3  | 2   | 12  | 4  | 0  | 0   | .750 | 634  | 163.0  | 116  | 6   | 43  | 0   | 3  | 172  | 9  | 0  | 42  | 37  | 2.04 | 0.98 |
| 2013                 | Yomiuri Giants                             | 24  | 24  | 2  | 1   | 11  | 6  | 0  | 0   | .647 | 634  | 153.0  | 122  | 19  | 49  | 1   | 7  | 149  | 4  | 1  | 60  | 57  | 3.35 | 1.12 |
| 2014                 | Yomiuri Giants                             | 26  | 26  | 1  | 1   | 10  | 6  | 0  | 0   | .625 | 654  | 159.1  | 144  | 18  | 41  | 0   | 5  | 145  | 1  | 0  | 59  | 56  | 3.16 | 1.16 |
| Statistiche：13 anni | Statistiche：13 anni                       | 299 | 292 | 48 | 21  | 136 | 71 | 0  | 0   | .657 | 8113 | 1995.2 | 1678 | 159 | 579 | 14  | 56 | 2063 | 49 | 1  | 693 | 644 | 2.90 | 1.13 |